# Kepsha
Kepsha (del ruso: Кепша) es un seló del distrito de Ádler de la unidad municipal de la ciudad-balneario de Sochi, en el krai de Krasnodar de Rusia, en el sur del país (Cáucaso oeste).
Está situado en la desembocadura de los ríos Ajtsú y Kepsha en orilla derecha de la garganta de Ajtsú que se forma en el curso medio del río Mzymta. Sochi se encuentra 26 km al sudoeste y Krasnodar 180 km al noroeste. Se halla al noroeste del monte Kepsha. Tenía 316 habitantes en 2010.
Pertenece al municipio Krasnopolianski.

## Transporte
Por la localidad pasa la carretera A-149 entre Ádler y Krásnaya Poliana.